# Parji (jeu)
Le parji (mongol (écriture mongole) : ᠫᠠᠷᠵᠢ, parji, API : pardʒ ; translittération chinoise : 帕日吉, pàrìjí ou 帕爾杰 / 帕尔杰, pàěrjié) est un l'équivalent mongol du jeu des petits chevaux. Comme celui-ci il est dérivé du jeu indien du pachisi d'où il semble tirer son nom.
Il est notamment joué dans les steppes des bannières gauche et droite de Bairin à Chifeng, en région autonome de Mongolie-Intérieure.

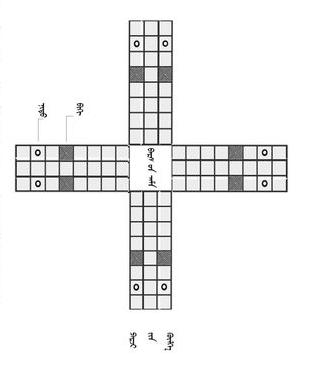
Autre tablier de parji, plus proche du parchisi
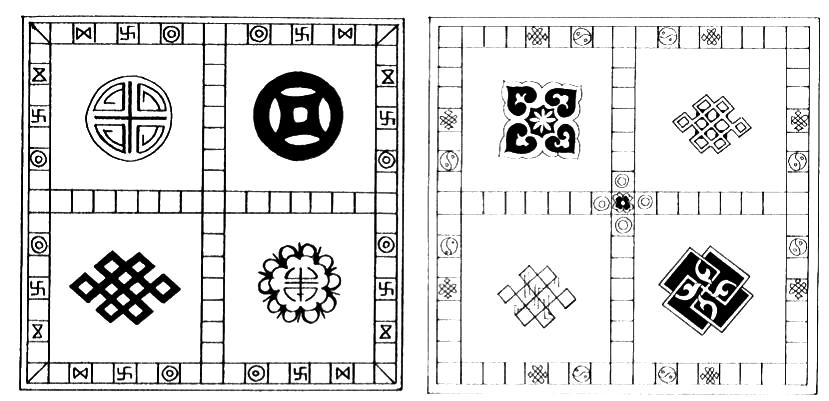
Autre variante appelée (套日古樂 / 套日古乐, tàorìgǔyuè)
Autres descendants du pachisi